# Петър Морфов
Петър Богданов Морфов е български юрист и дипломат.

## Биография
Роден е през 1910 г. в София. Негов баща е инж. Богдан Морфов. Завършва право в Париж. През 1933 – 1936 г. работи в Министерство на външните работи и изповеданията и в българското посолство в Лондон. От 1936 до 1943 г. е секретар в кабинета на цар Борис ІІІ. На 34 години е обвинен от „Народния съд“ и е осъден на доживотен затвор и конфискация на цялото имущество. Освободен и изселен във Велико Търново, работи в Търновската митрополия при Софроний Търновски. Умира през 1976 г.
Част от личния му архив се съхранява във фонд 1480К в Централен държавен архив. Той се състои от 6 архивни единици от 1936 г.